# Nadbrzeże (przystanek kolejowy)
Nadbrzeże – zamknięty przystanek kolejowy w Nadbrzeżu, w województwie warmińsko-mazurskim, w Polsce.
Przystanek stanowi część Kolei Nadzalewowej. W 2013 roku Polskie Koleje Państwowe zawiesiły istniejący ruch pasażerski.